# ويليام أونيل
ويليام أونيل (بالإنجليزية: William O' Neil)‏ هو سياسي أمريكي، ولد في 20 سبتمبر 1848 في سكوت في الولايات المتحدة. حزبياً، نشط في الحزب الجمهوري. وقد انتخب عضو جمعية ولاية ويسكونسن وانتخب عضو مجلس ولاية ويسكونسن.